# Mount Imbert
Mount Imbert är ett berg i Antarktis. Det ligger i Östantarktis. Norge gör anspråk på området. Toppen på Mount Imbert är 2 495 meter över havet.
Terrängen runt Mount Imbert är platt åt nordost, men åt sydväst är den kuperad. Trakten är obefolkad. Det finns inga samhällen i närheten. 